# Кристијана (Пенсилванија)
Кристијана (енгл. Christiana) град је у америчкој савезној држави Пенсилванија.

## Демографија
По попису из 2010. године број становника је 1.168, што је 44 (3,9%) становника више него 2000. године.
| Група             | 2000.         | 2010.       |
| Белци             | 1.039 (92,4%) | 990 (84,8%) |
| Афроамериканци    | 21 (1,9%)     | 70 (6,0%)   |
| Азијати           | 0 (0,0%)      | 4 (0,3%)    |
| Хиспаноамериканци | 45 (4,0%)     | 79 (6,8%)   |
| Укупно            | 1.124         | 1.168       |